# Stenopogon superbus
Stenopogon superbus är en tvåvingeart som först beskrevs av Josef Aloizievitsch Portschinsky 1873.  Stenopogon superbus ingår i släktet Stenopogon och familjen rovflugor. Inga underarter finns listade i Catalogue of Life.